# Patrick Queen
Pour les articles homonymes, voir Queen (homonymie).
(en) Statistiques sur pro-football-reference
Patrick Queen, né le 13 août 1999 à Ventress en Louisiane, est un joueur professionnel américain de football américain évoluant au poste de linebacker dans la National Football League (NFL) depuis la saison 2020 et jouant actuellement pour les Steelers de Pittsburgh
Au niveau universitaire, il a joué pour les Tigers de l'université d'État de Louisiane dans la NCAA Division I Football Bowl Subdivision et sa Southeastern Conference avec qui il remporte le titre en 2019 au cours duquel il est désigné meilleur joueur défensif.
Sélectionné en 28e choix lors du premier tour de la draft 2020 de la NFL par la franchise des Ravens de Baltimore, il y joue pendant quatre saisons, étant sélectionné dans la deuxième équipe All-Pro et au Pro Bowl en 2023. Devenu agent libre en 2024, il rejoint les Steelers de Pittsburgh

## Biographie

### Jeunesse
Fils de Dwayne et Mary Sue Queen, Patrick Queen grandit à Ventress en Louisiane. Il est le plus jeune et seul garçon des enfants du couple,
Il joue au football américain au collège False River Academy (en) avant d'entrer plus tard au Lycée Livonia (en) ou il intègre l'équipe de football américain jouant aux postes de linebacker et de running back. Il y remporte le titre de l'État de la Louisiane en 2014.
En 2016, lors de son année senior au lycée, en attaque, il gagne 1 487 yards et inscrit 19 touchdowns à la course, tandis qu'en défense, il réussit 66 plaquages (dont 7 pour perte de yards adverses) et 6 passes défendues.
Queen participe au Combine National de 2014 et reçoit une sélection dans l'équipe type au poste de cornerback. Même s'il est considéré comme une potentielle recrue quatre étoiles, Queen ne reçoit que peu d'offre d'engagement des équipes universitaires du Power 5 (groupe des cinq plus importantes conférences universitaires) et en particulier de la Southeastern Conference où il souhaitait jouer depuis longtemps. Les premières offres émanent de plus petites universités telles que Tulane, Louisiana, Louisiana–Monroe, Colorado State, McNeese State, Louisiana Tech et South Florida avant que Nebraska, Indiana et son université préférée LSU, n'entrent dans la danse. Il s'engage finalement avec LSU le 28 février 2016, devenant le premier joueur de Livonia à obtenir une bourse de l'université d'État de Louisiane.
Le profil de Queen était complexe à établir, car chaque site de recrutement sportif majeur le répertoriait à un poste différent, le site 247Sports le classant dans cette catégorie, 17e du pays et 12e de Louisiane en tant qu'athlète polyvalent, le site Rivals le classant 13e du pays et 8e de Louisiane en tant que outside linebacker et le site ESPN.com le classant 30e du pays et 14e de la Louisiane en tant que running back.

### Carrière universitaire

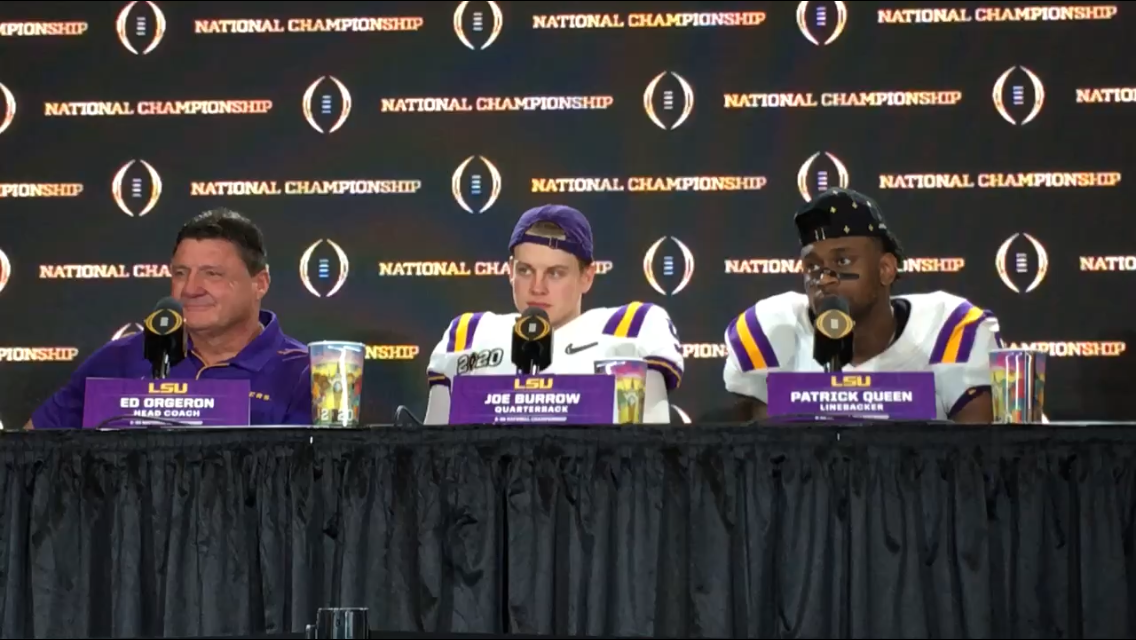
Queen à la conférence de presse après la victoire en finale du championnat 2020 où il est désigné MVP défensif.

Étudiant à l'Université d'État de Louisiane, il joue pour les Tigers de LSU de 2017 à 2019.
Queen réalise six placages lors des 12 matchs où il joue lors de sa première saison à LSU.
La saison suivante, il totalise 1 sack et 40 plaquages dont 5 pour perte de yards adverses.
Pour son année junior, il est présélectionné dans la liste des linebackers pour le Dick Butkus Award. Il totalise 2½ sacks, 69 plaquages dont 8 pour perte, réussit 3 passes défendues, une interception et recouvre un fumble adverse. Il remporte le College Football Championshil Game 2000 face aux Tigers de Clemson et en est désigné meilleur joueur défensif à la suite de sa performance (1 sack et 8 plaquages dont 2½ pour perte).
Queen déclare ensuite qu'il renonce à sa dernière saison en NCAA pour se présenter à la prochaine draft de la NFL.

### Carrière professionnelle

#### Draft
Queen est sélectionné en 28e choix global lors du premier tour lors de la draft 2020 de la NFL par la franchise des Ravens de Baltimore et devient le tout premier joueur de LSU à avoir été sélectionné par cette franchise lors d'une draft

#### Ravens de Baltimore (2020-2023)

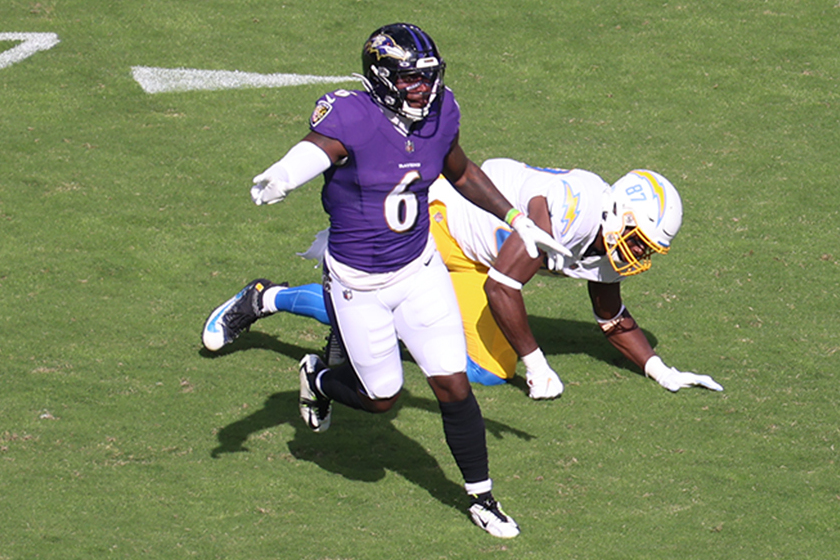
Queen (no 6) contre les Chargers de Los Angeles en 2021.

Queen fait ses débuts professionnels lors de la victoire 38 à 6 contre les Browns de Cleveland et il y réalise un record de sa franchise en réussissant 8 plaquages, 1 sack et un fumble adverse provoqué. En 5e semaine lors de la victoire 27 à 3 contre les Bengals de Cincinnati, Queen est le meilleur défenseur de son équipe avec 9 plaquages. Il effectue un sack sur Joe Burrow, son ancien équipier à LSU, et récupère un fumble du wide receiver Mike Thomas (en) qu'il retourne en touchdown sur 53 yards. Le 14 octobre 2020, Queen est désigné meilleur joueur défensif de la 5e semaine en AFC. Le 3 novembre 2020, il est placé sur la liste des réservistes touchés par la Covid-19 mais est réintégré dans l'effectif quatre jours plus tard. Lors de la victoire 34 à 17 sur les Cowboys de Dallas, Queen réussit sa première interception professionnelle sur une passe du quarterback Andy Dalton. Il termine son année rookie avec un bilan de 16 matchs en tant que titulaire, 106 plaquages dont 66 en solo, une interception, deux passes défendues et deux fumbles forcés.
En 2021, Queen porte le no 6 au lieu du no 48 à la suite d'une modification des règles de la NFL. Titulaire lors des 17 matchs de la saison, il totalise 2 sacks, 98 plaquages dont 68 en solo, une passe défendue et un fumble forcé.
La saison suivante, toujours titulaire lors des 17 matchs de la saison, il compile 5 sacks, 117 plaquages dont 79 en solo, deux interceptions, six passes défendues et un fumble forcé.
L'option de cinquième année de Queen n'a pas été activée par les Ravens. Il établit néanmoins sa meilleur statistique au nombre des plaquages effectués et égale celle du nombre de passes déviées sur la saison 2023 ce qui lui vaut une première sélection au Pro Bowl.

#### Steelers de Pittsburgh
Le 15 mars 2024, Queen signe un contrat de trois ans avec les Steelers de Pittsburgh.

## Statistiques

### Universitaires
| Année       | Équipe        | Statut      | MJ |       | Plaquages | Plaquages | Plaquages | Plaquages |       | Interceptions | Interceptions | Interceptions | Interceptions |  | Fumbles | Fumbles |
| Année       | Équipe        | Statut      | MJ | Total | Seul      | Ast.      | Sacks     | Nb.       | Yards | Déf.          | TD            | Nb.           | Rec.          |  |         |         |
| 2017        | Tigers de LSU | Fr.         | 03 | 06    | 02        | 04        | 0         | 0         | 0     | 0             | 0             | 0             | 0             |  |         |         |
| 2018        | Tigers de LSU | So.         | 11 | 040   | 20        | 20        | 1         | 0         | 0     | 0             | 0             | 0             | 0             |  |         |         |
| 2019        | Tigers de LSU | Jr.         | 15 | 085   | 37        | 48        | 3         | 1         | 16    | 2             | 0             | 1             | 0             |  |         |         |
| Totaux NCAA | Totaux NCAA   | Totaux NCAA | 29 | 131   | 59        | 72        | 4         | 1         | 16    | 2             | 0             | 1             | 0             |  |         |         |

### NFL Combine
| Taille                 | Poids            | Bras              | Main          | Sprint   | Sprint   | Sprint   | Shuttle 20 yards | 3 cones drill | Détente         | Détente             | Développé couché | Test Wonderlic |
| Taille                 | Poids            | Bras              | Main          | 40 yards | 10 yards | 20 yards | Shuttle 20 yards | 3 cones drill | verticale       | horizontale         | Développé couché | Test Wonderlic |
| 1,84 m (6 ft 0 1/4 in) | 104 kg (229 lbs) | 80 cm (31 5/8 in) | 25 cm (10 in) | 4,50 s   | 1,58 s   | 2,64 s   | -                | -             | 89 cm (35,0 in) | 3,18 m (10 ft 5 in) | 18               | -              |

### Professionnelles
| Année                    | Équipe                   | MJ |                 | Plaquages       | Plaquages       | Plaquages       | Plaquages       |                 | Interceptions   | Interceptions   | Interceptions | Interceptions |  | Fumbles | Fumbles |
| Année                    | Équipe                   | MJ | Total           | Seul            | Ast.            | Sacks           | Nb.             | Yards           | Déf.            | TD              | Nb.           | Rec.          |  |         |         |
| 2020                     | Ravens de Baltimore      | 16 | 106             | 66              | 40              | 3,0             | 1               | 0               | 2               | 1               | 2             | 2             |  |         |         |
| 2021                     | Ravens de Baltimore      | 17 | 98              | 68              | 30              | 2,0             | 0               | 0               | 1               | 0               | 1             | 1             |  |         |         |
| 2022                     | Ravens de Baltimore      | 17 | 117             | 79              | 38              | 5,0             | 2               | 11              | 6               | 0               | 1             | 2             |  |         |         |
| 2023                     | Ravens de Baltimore      | 17 | 133             | 84              | 49              | 3,5             | 1               | 21              | 6               | 0               | 1             | 1             |  |         |         |
| 2024                     | Steelers de Pittsburgh   | ?  | Saison en cours | Saison en cours | Saison en cours | Saison en cours | Saison en cours | Saison en cours | Saison en cours | Saison en cours | ?             | ?             |  |         |         |
| Totaux dans la NFL       | Totaux dans la NFL       | 67 | 454             | 297             | 157             | 13,5            | 4               | 32              | 15              | 0               | 5             | 6             |  |         |         |
| Totaux chez les Steelers | Totaux chez les Steelers | 67 | 454             | 297             | 157             | 13,5            | 4               | 32              | 15              | 0               | 5             | 6             |  |         |         |

| Année                    | Équipe                   | MJ |       | Plaquages | Plaquages | Plaquages | Plaquages |       | Interceptions | Interceptions | Interceptions | Interceptions |  | Fumbles | Fumbles |
| Année                    | Équipe                   | MJ | Total | Seul      | Ast.      | Sacks     | Nb.       | Yards | Déf.          | TD            | Nb.           | Rec.          |  |         |         |
| 2020                     | Ravens de Baltimore      | 2  | 04    | 03        | 1         | 0         | 0         | 0     | 0             | 0             | 0             | 0             |  |         |         |
| 2022                     | Ravens de Baltimore      | 1  | 06    | 04        | 2         | 0         | 0         | 0     | 0             | 0             | 0             | 0             |  |         |         |
| 2023                     | Ravens de Baltimore      | 2  | 13    | 12        | 1         | 0         | 0         | 0     | 0             | 0             | 0             | 0             |  |         |         |
| Totaux dans la NFL       | Totaux dans la NFL       | 5  | 23    | 19        | 4         | 0         | 0         | 0     | 0             | 0             | 0             | 0             |  |         |         |
| Totaux chez les Steelers | Totaux chez les Steelers | 5  | 23    | 19        | 4         | 0         | 0         | 0     | 0             | 0             | 0             | 0             |  |         |         |